# Violent Femmes (album)
Violent Femmes è l'album discografico d'esordio del gruppo statunitense alternative rock dei Violent Femmes.

## Il disco
È stato registrato nel mese di luglio del 1982 ma pubblicato solo dopo nove mesi per l'etichetta Slash Records nell'aprile 1983 nei formati vinile, cassetta e, nel 1987, CD (con l'aggiunta di due tracce).
Nel 2002 la Rhino Records ha rimasterizzato l'album e lo ha pubblicato con nuove tracce e interviste radio, per celebrare il ventennale dall'edizione originale. In questa versione è presente un doppio CD di cui uno interamente registrato live.
Violent Femmes è l'album di maggior successo del gruppo ed è stato certificato dalla RIAA disco d'oro nel dicembre 1987 e disco di platino nel 1991, quindi otto anni dopo la sua pubblicazione.
Considerato da molti critici il primo esempio di fusione della tradizione folk statunitense con l'attitudine punk rock.

## Tracce
La maggior parte dei brani è stata scritta da Gordon Gano che all'epoca diciottenne era ancora studente all'high school.
Edizione originale
Lato A
1. Blister in the Sun – 2:25
2. Kiss Off – 2:56
3. Please Do Not Go – 4:15
4. Add It Up – 4:44
5. Confessions – 5:32

Lato B
1. Prove My Love – 2:39
2. Promise – 2:49
3. To the Kill – 4:01
4. Gone Daddy Gone – 3:06 (Gano, Willie Dixon)
5. Good Feeling – 3:52

Edizione USA Bonus track
1. Ugly – 2:21
2. Gimme the Car – 5:04

Edizione 20º anniversario
Disco 1 (bonus tracks)
1. Girl Trouble (demo) - 3:07
2. Breakin' Up (demo) - 5:17
3. Waiting for the Bus (demo) - 2:08
4. Blister in the Sun (demo) - 2:35
5. Kiss Off (demo) - 2:49
6. Please Do Not Go (demo) - 4:18
7. Add It Up (demo) - 4:35
8. Confessions (demo) - 5:20
9. Prove My Love (demo) - 2:50
10. Ugly (UK single) - 2:22
11. Gimme the Car (UK single) - 5:07

Disco 2
1. Special (live) - 4:27
2. Country Death Song (live) - 5:25
3. To the Kill (live) - 4:19
4. Never Tell (live) - 7:17
5. Break Song (live) - 0:41
6. Her Television (live) - 2:28
7. How Do You Say Goodbye (live) - 2:43
8. Theme and Variations (live) - 0:54
9. Prove My Love (live) - 3:19
10. Gone Daddy Gone (live) - 3:32 (Gano, Willie Dixon)
11. Promise (live) - 3:09
12. In Style (live) - 3:43
13. Add It Up (live) - 6:15
14. Michael Feldman Interview from WHA-FM - 4:09
15. Kiss Off (live on WHA-FM) - 3:31

## Formazione
Gruppo
- Gordon Gano - voce, chitarra, violino
- Victor DeLorenzo - batteria, basso, voce
- Brian Ritchie - basso, xilofono, voce

Collaboratori
- Mark Van Heckle - produzione, piano in Good Feeling
- Luke W. Midkiff - percussioni in Kiss Off